# Trevi-kút
A Trevi-kút (olaszul: Fontana di Trevi) Róma egyik legnagyobb és világszinten legismertebb szökőkútja. A barokk szökőkutat a 17. században építette Niccolò Salvi a Poli-palota (Palazzo Poli) déli homlokzatán, mely a Piazza di Trevi térre néz.

## Építésének története

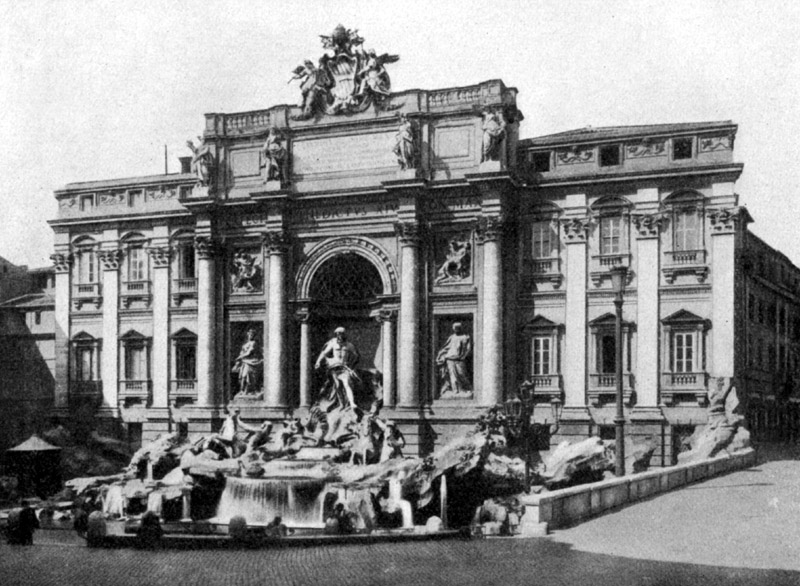
A Trevi-kút az 1900-as évek elején

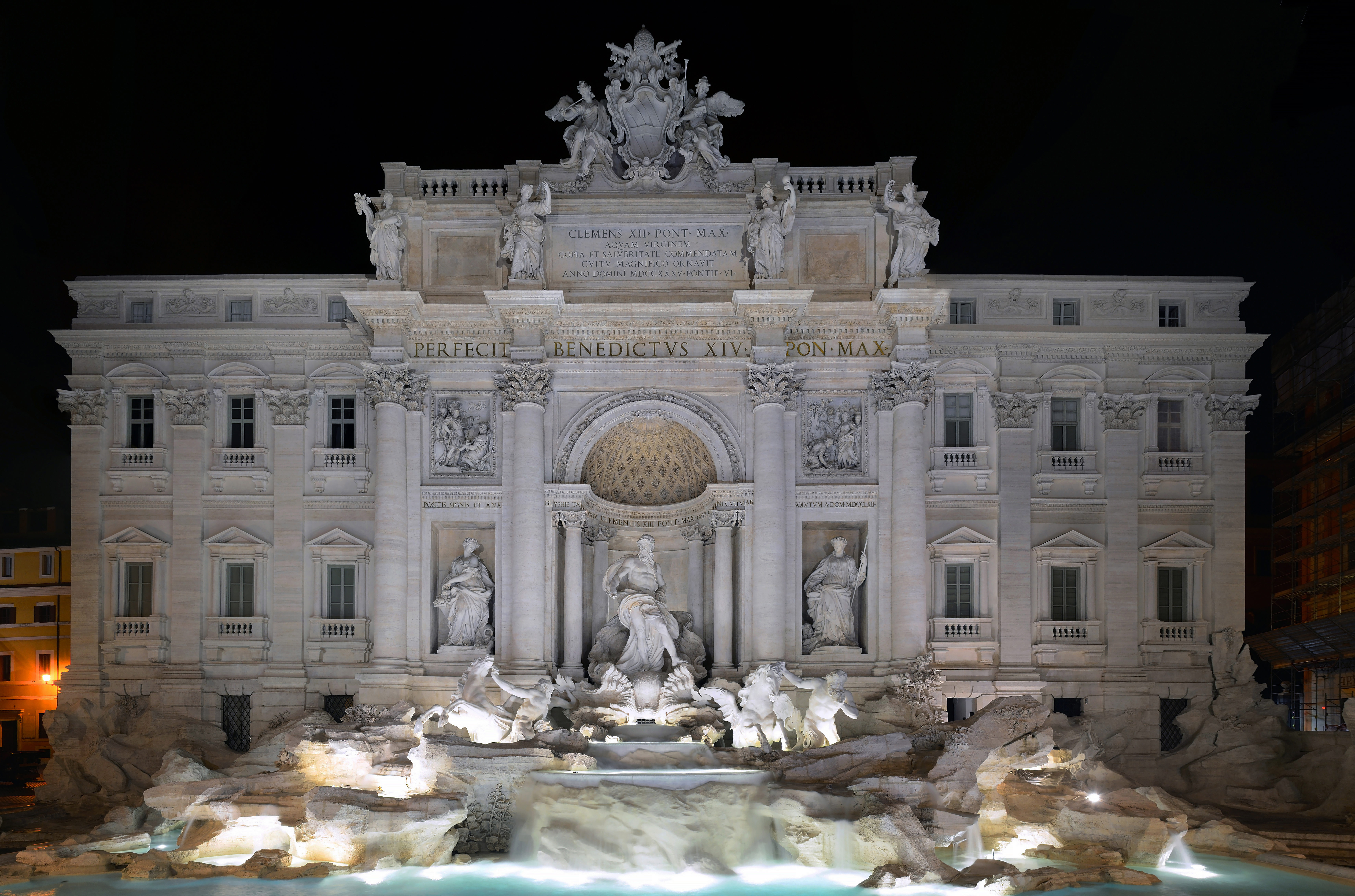
A 2015-ben felújított Trevi-kút képe este

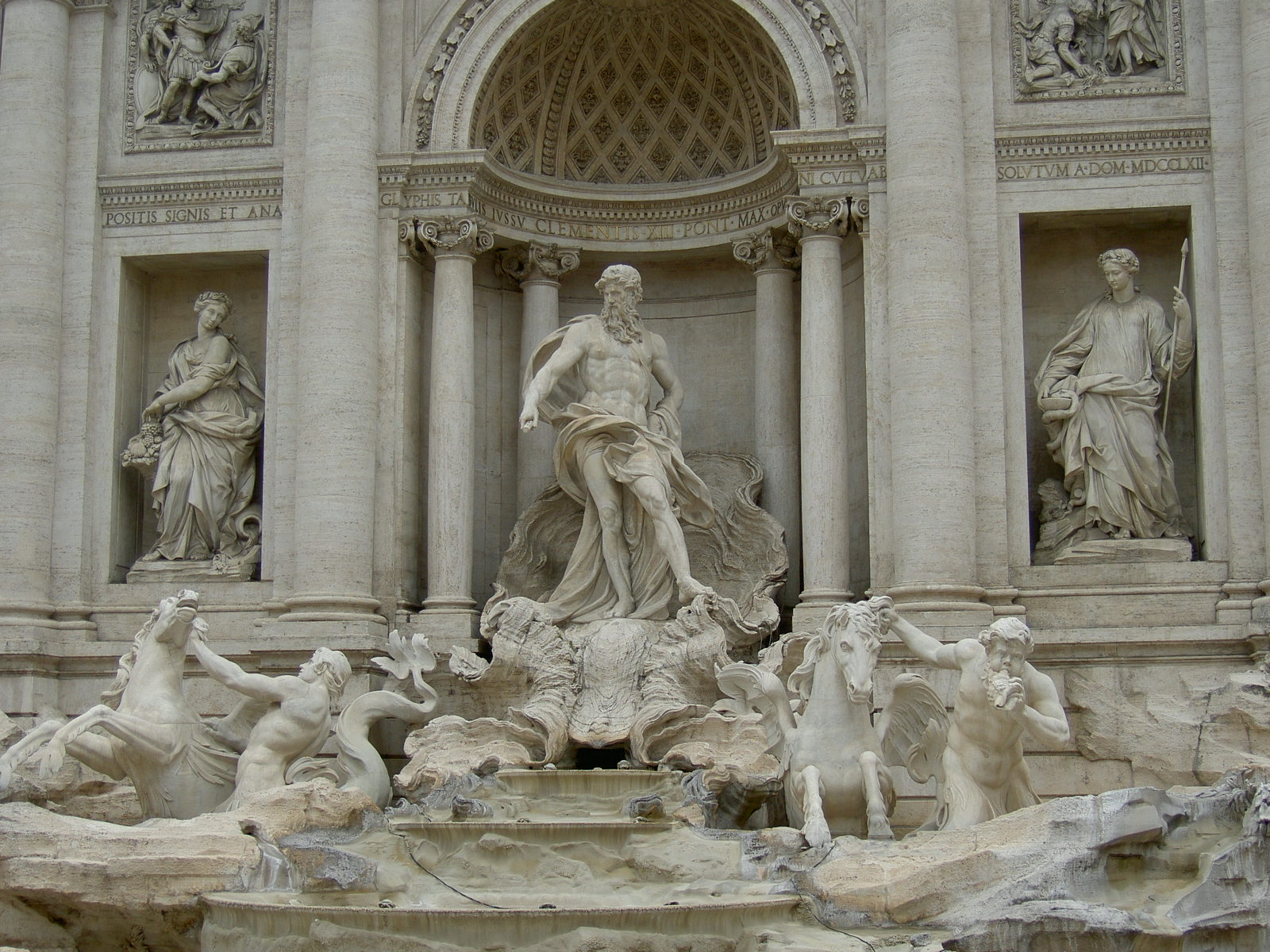
A központi szoborcsoport

A szökőkút három út találkozásánál épült fel, innen származik megnevezése is (Trivium). Az ókorban az Aqua Virgo vízvezeték végpontja volt, amely az Albani-dombság vidékéről szállította a friss vizet Marcus Vipsanius Agrippa Campus Martius-on (Mars-mező) levő thermáihoz. A Római Birodalom bukása után tönkrement vízvezetéket 1453-ban Aqua Vergine néven újíttatta fel V. Miklós pápa Róma vízellátási rendszerének kibővítése céljából. A legendák szerint i. e. 19-ben egy szűz (olaszul vergine) segített a római mérnököknek megtalálni a vízvezetéket tápláló forrást. Ez a jelenet a kút homlokzatán is ábrázolva van. A kb. 22 km hosszú vízvezeték egyes részeit 537-ben a gótok lerombolták. 1453-ban, az Aqua Vergine megépítésével egy időben, a vízvezeték végében egy medencét építettek Leon Battista Alberti építész tervei alapján. 1570-ben V. Piusz pápa (1566–1572) elrendelte a medence áthelyezését a mai kút terének átellenes oldalára. 1629-ben VIII. Orbán pápa (1623–1644) felkérte Giovanni Lorenzo Berninit a kút átépítésére, mivel a korábbi medencét nem találta kellően művészinek és drámai hatásúnak. Bernini a szökőkutat a mai helyén építette fel azért, hogy a pápa ráláthasson a Quirinale-palotából, viszont nem sikerült befejeznie a pápa korai halála miatt. 
XIII. Ince pápa (1721–1724) egészen a félkész kútig bővítette ki családjának palotáját a Palazzo Polit, egybeépítve számos, már meglévő kisebb épületet. A 18. században számos híres olasz építész foglalkozott a kút újjáépítésének problémájával, többek között Nicola Michetti, Luigi Vanvitelli és Ferdinando Fuga.

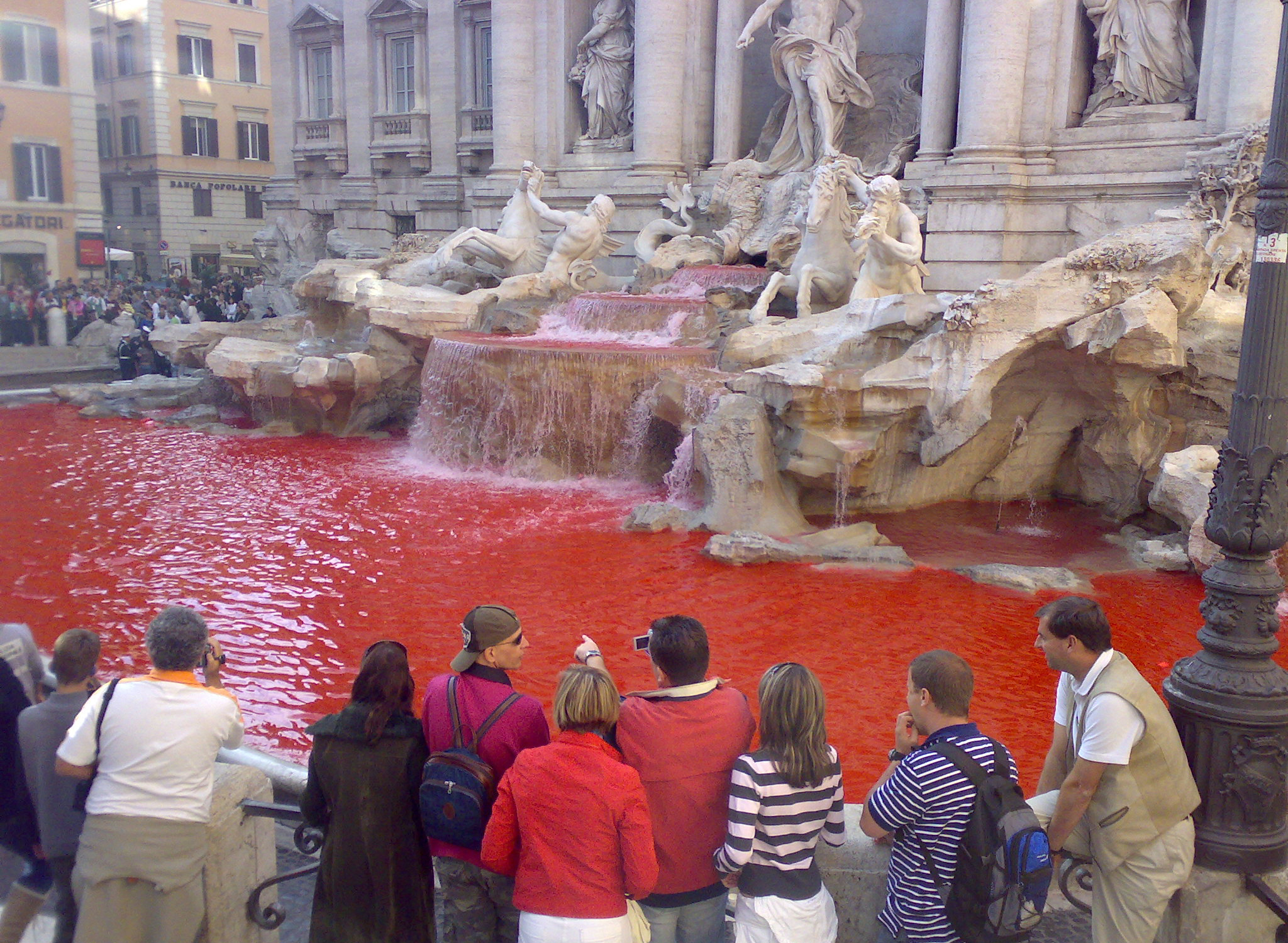
A vörösre festett kút 2007-ben

A kút történetének fordulópontja 1731 volt, amikor XII. Kelemen pápa (1730–1740) pályázatot írt ki átépítésére. A pályázat nyertese Niccolò Salvi lett, miután a rómaiak nem nézték jó szemmel, hogy egy firenzei építész, Alessandro Galilei lett első körben nyertesnek kihirdetve. Az új szökőkút építését 1732-ben kezdték el. Elbontották a Bernini-féle reneszánsz kutat, és a Poli-palota déli homlokzatán felépítették a ma is látható hatalmas barokk szökőkutat, melynek domborművei az Acqua Vergine legendáját mutatják be. A pápa 1735-ben avatta fel hivatalosan az új kutat, noha az még építés alatt állt. Salvi 1751-ben halt meg, a Trevi-kutat 1762-ben fejezte be Giuseppe Pannini. Salvi halála előtti utolsó intézkedése egy serleg megépítése volt (az úgynevezett Ász-serleg), amellyel egy borbély cégtábláját takarta el, hogy ne zavarja a kút összképét.
Anita Ekberg megmártózott a kútban Federico Fellini 1960-as, Az édes élet című filmjében.
2007 novemberében anilinfestékkel festették meg és változtatták drámai hatást keltő vörös medencévé a kút vizét. Az akciót egy magát „Futurista akció 2007” néven megjelölő csoport szervezte, amely egyfelől a múlt század elején működött futurista művészeti mozgalomra, másfelől „az élet és a történelem új, erőszakos koncepciójára” hivatkozva magyarázta az akciót.
A kutat 1998-ban felújították, megtisztították a márványfelületeket és új, vízforgató szivattyúkat építettek be, majd 2014 júniusa és 2015 novembere között restaurálták.

## A szoborcsoport

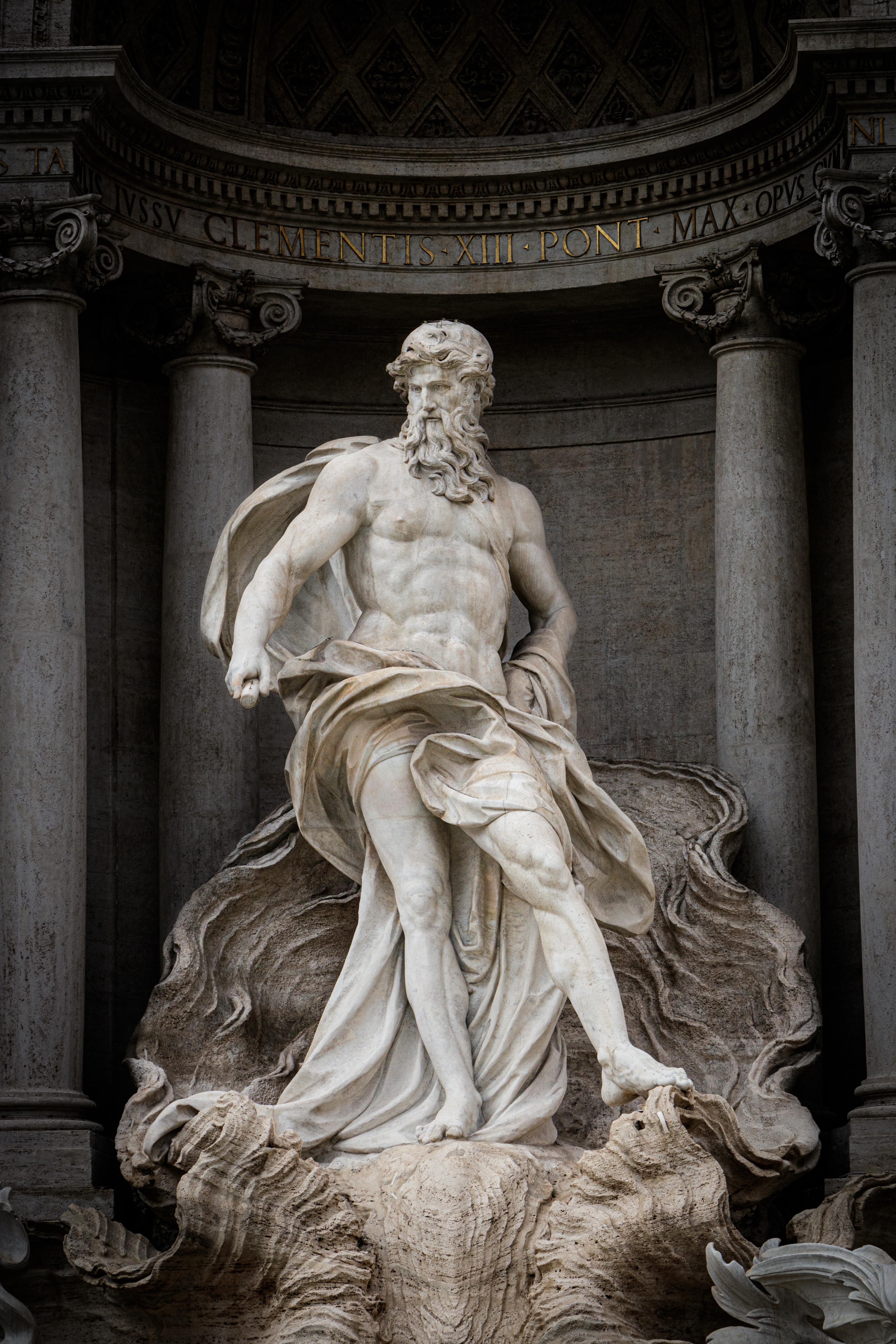
Ókeanosz szobra

A kút 26 méter magas és 20 méter széles. Az építmény római diadalívhez hasonlít egy hatalmas központi és két oldalsó fülkével, előtte grandiózus szoborcsoporttal. A kút homlokzatának domborművei az Aqua Vergine legendáját mutatják be. Medencéje lekerekített szélű téglalaphoz hasonlít.
A szoborcsoport központi témája a víz megfékezése. A középső fülkét, amit hatalmas korinthoszi oszlopok vesznek közre, Ókeanoszt, a tengerek görög istenét ábrázoló monumentális szobra díszíti, Pietro Bracci munkája. Ókeanosz kísérői a tritonok, akik hippokamposzokat szelídítenek. Az egyik triton, amelyiknek hippokamposza nyugodt, a nyugodt tengert, azaz a megfékezett vizet szimbolizálja, míg a vad hippokamposz a viharos tenger szimbóluma. A két oldalsó fülkét a Bőség és Tisztaság istennőinek allegorikus szobrai foglalják el.

## Hagyományok
A Trevi-kúthoz egy monda fűződik, amely szerint, aki bedob egy pénzérmét, az még biztosan visszatér Rómába, az „örök városba”. A mondának több változata is él: az 1954-es Three Coins in the Fountain című film alapján úgy tartják, hogy két kútba dobott pénzérme szerencsét hoz a házastárskeresésben, míg három érme segít a válásban. Egy másik változat szerint egy vagy három érmét kell a jobb kézzel, a bal vállon át a vízbe dobni. Naponta kb. 3000 eurónak megfelelő pénzérmét dobnak a kútba. Ezeket éjjel összegyűjtik és a római rászorulók megsegítésére fordítják.

## Megjelenése a filmvásznon
Mivel a Trevi-kút Róma egyik legismertebb látnivalója, a városban készült filmek nagy részének elengedhetetlen háttereként szolgál, így például: 
- Római vakáció (1953)
- Three Coins in the Fountain (1954)
- Az édes élet (1960)
- Totòtruffa '62 (1961)
- Csáó, Lizzie! (2003)
- Elza és Fred (2005)
- Angyalok és démonok (2009)
- Minden kút Rómába vezet (2010)